# Stellan Österberg
Stellan Österberg (* 17. Januar 1965 in Landvetter, Gemeinde Härryda) ist ein ehemaliger schwedischer Badmintonspieler.

## Karriere
Stellan Österberg nahm 1992 im Herrendoppel mit Jan-Eric Antonsson an Olympia teil und wurde dabei 17. in der Endabrechnung. 1983 hatte Österberg schon zwei Medaillen bei der Junioren-Europameisterschaft gewonnen. 1984 und 1991 siegte er bei den Norwegian International, 1991 und 1992 bei den Swiss Open.

## Sportliche Erfolge
| Veranstaltung | Saison                            | Disziplin    | Platz | Name                                                             |
| ------------- | --------------------------------- | ------------ | ----- | ---------------------------------------------------------------- |
| 1978/1979     | Schweden: Einzelmeisterschaft U15 | Herrendoppel | 1     | Mikael Nedrén / Stellan Österberg (Landvetter BK)                |
| 1980/1981     | Schweden: Einzelmeisterschaft U17 | Mixed        | 1     | Stellan Österberg / Jeanette Kuhl (Landvetter BK / Täby IS)      |
| 1980/1981     | Schweden: Einzelmeisterschaft U17 | Herreneinzel | 1     | Stellan Österberg (Landvetter BK)                                |
| 1981/1982     | Schweden: Einzelmeisterschaft U19 | Herrendoppel | 1     | Ulf Persson / Stellan Österberg (MBK / Landvetter BK)            |
| 1982          | Nordische Juniorenmeisterschaften | Herrendoppel | 1     | Ulf Persson / Stellan Österberg                                  |
| 1982/1983     | Schweden: Einzelmeisterschaft U19 | Herrendoppel | 1     | Michael Erliksson / Stellan Österberg (Täby BMF / Landvetter BK) |
| 1982/1983     | Schweden: Einzelmeisterschaft U19 | Herreneinzel | 1     | Stellan Österberg (Landvetter BK)                                |
| 1983          | Junioren-Europameisterschaft      | Herreneinzel | 3     | Stellan Österberg                                                |
| 1983          | Junioren-Europameisterschaft      | Mixed        | 2     | Stellan Österberg / Christine Magnusson                          |
| 1984          | Norwegian International           | Mixed        | 1     | Stellan Österberg / Catharina Andersson                          |
| 1985/1986     | Schweden: Einzelmeisterschaft U22 | Herrendoppel | 1     | Manfred Mellquist / Stellan Österberg (Västra Frölunda)          |
| 1991          | Norwegian International           | Herrendoppel | 1     | Jan-Eric Antonsson / Stellan Österberg                           |
| 1991          | Swiss Open                        | Herrendoppel | 1     | Pär-Gunnar Jönsson / Stellan Österberg                           |
| 1992          | Olympia                           | Herrendoppel | 17    | Jan-Eric Antonsson / Stellan Österberg                           |
| 1992          | Swiss Open                        | Herrendoppel | 1     | Jan-Eric Antonsson / Stellan Österberg                           |